# Джимми Пикар
«Джимми Пикар» (англ. Jimmy P: Psychotherapy of a Plains Indian; фр. Jimmy P. (Psychothérapie d'un Indien des Plaines)) — американо-французская драма французского кинорежиссёра Арно Деплешена, снятая по книге франко-американского этнопсихиатра Жоржа Деверё. Главные роли исполнили Бенисио Дель Торо и Матьё Амальрик. Фильм был отобран в основную конкурсную программу 66-го Каннского кинофестиваля под рабочим названием «Psychotherapy of a Plains Indian», или «Jimmy P.».

## Сюжет
Фильм рассказывает о Джимми Пикаре (Бенисио Дель Торо) — индейце, которого после возвращения с фронта Второй Мировой войны начинают беспокоить психосоматические заболевания. Он направляется в госпиталь в Топику, штат Канзас, где знакомится с французским этнопсихиатром Жоржем Деверо (Матьё Амальрик). Далее сюжет фильма строится вокруг профессиональных и дружеских отношений Жоржа Деверо и Джимми Пикара.

## В ролях
| Актёр              | Роль                 |
| ------------------ | -------------------- |
| Бенисио Дель Торо  | Джимми Пикар         |
| Матьё Амальрик     | доктор Джордж Деверо |
| Илья Баскин        | доктор Локи          |
| Джина Макки        | Мэделин              |
| Гари Фармер        | Джек                 |
| Эй Мартинеc        | Уилли Клоу           |
| Дженнифер Подемски | Кукла                |